# Gaius Valarius Sabinus
Gaius Valarius Sabinus war während der Regierung von Kaiser Aurelian der führende Finanzpolitiker im Römischen Reich. Nach der Revolte des Finanzministers Felicissimus, der nach Aufdeckung seiner Münzfälschungen im Jahr 271 einen Aufstand gegen Aurelian provozierte, beauftragte der Kaiser Sabinus mit dem Wahrnehmen des römischen Finanzwesens. Sabinus arbeitete von Ticinum aus, dem heutigen Pavia, wo sich die größte Münzstätte Aurelians befand. Er war für die von Aurelian 274 durchgeführte Münzreform zuständig.